# Oberoi Trident

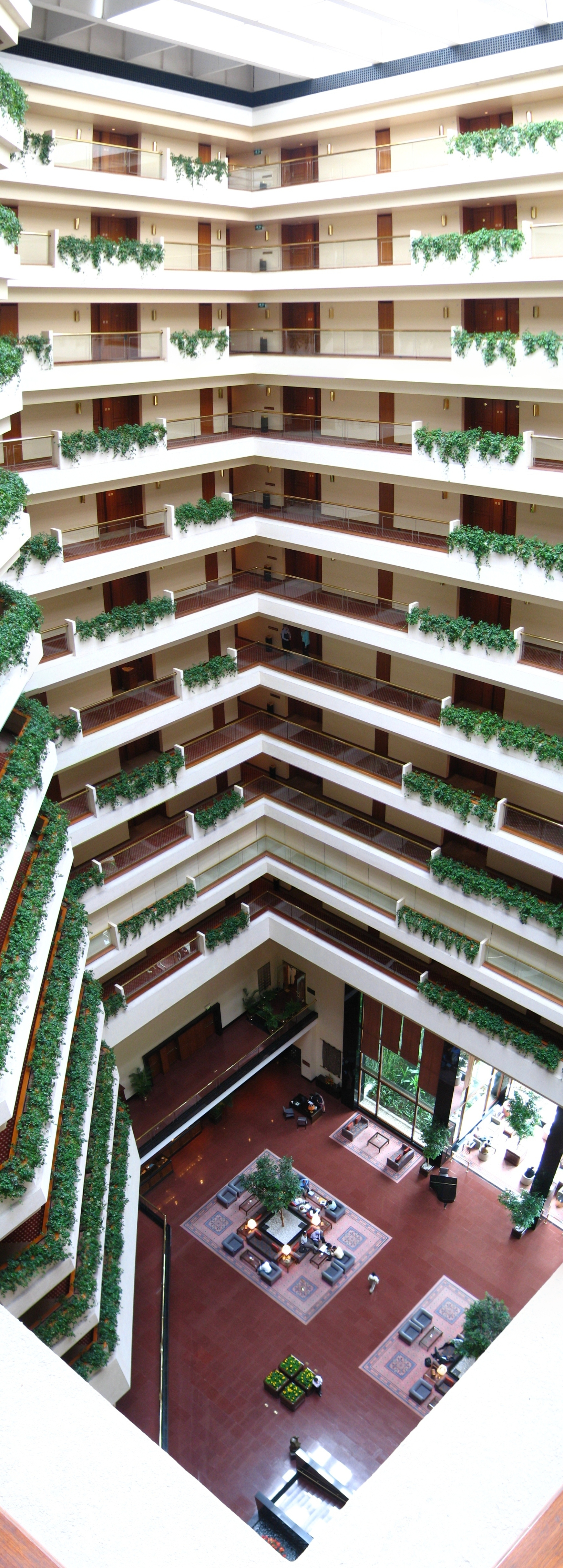
Interior del Oberoi, Mumbai.

El Oberoi Trident, también conocido como Oberoi Mumbai, o Trident Towers es un hotel de cinco estrellas con 333 habitaciones en Bombay. El hotel es operado por Oberoi Hotels & Resorts. El hotel es considerado como uno de los hoteles más exclusivos del Sur de Bombay.

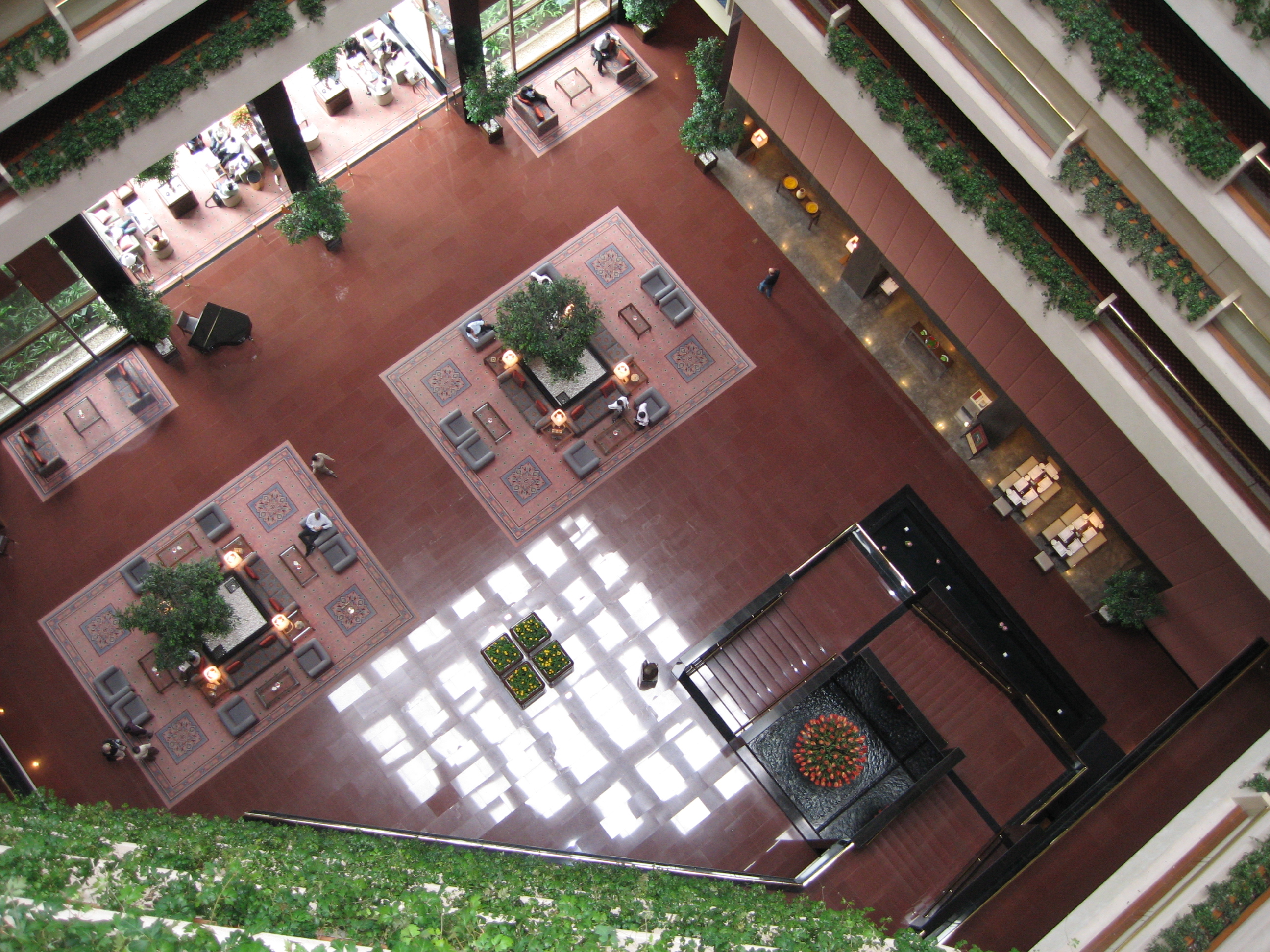
Vestíbulo del Oberoi.

## Atentados terroristas de noviembre de 2008
El 26 de noviembre de 2008 el hotel Oberoi Trident fue tomado por terroristas como parte de los Atentados del 26 de noviembre de 2008 en Bombay.